# Valentin Jonas
Valentin Jonas (* 9. März 1865 in Alheim im Landkreis Hersfeld-Rotenburg; † 3. März 1928 in Rex (Ortsteil von Petersberg/Hessen)) war ein deutscher Kommunalpolitiker und Abgeordneter des Provinziallandtages der Provinz Hessen-Nassau.

## Leben
Valentin Jonas wurde als Sohn des Landwirts Johann Josef Jonas und dessen Gemahlin Maria Anna Amalia Bott geboren. Er betätigte sich politisch, wurde Mitglied der Deutschen Zentrumspartei und hatte in den Jahren 1882–1922 das Amt des Bürgermeisters der hessischen Ortschaft Rex inne. 1919 erhielt er ein Mandat für den Kurhessischen Kommunallandtag des Regierungsbezirks Kassel, aus dessen Mitte er zum Abgeordneten des Provinziallandtages der Provinz Hessen-Nassau bestimmt wurde. Hier war er Mitglied des Eingabenausschusses.  